# کایو ساتو
 کایو ساتو (به انگلیسی: Kayo Satoh) (زاده ۲۶ دسامبر ۱۹۸۸) مدل ، شخصیت تلویزیونی ژاپنی است.
او یک زن ترنس است.